# محمد بن قاسم الفيحاني
محمد بن قاسم الفيحاني السبيعي (1907م - 1939م) شاعر شعبي ولد في (فويرط) شمال قطر، وهو حفيد تاجر اللؤلؤ محمد بن عبد الوهاب الفيحاني. ومن أشهر قصائده: قصيدة «شبعنا من عناهم وارتوينا» التي غناها مجموعة من الفنانين أبرزهم: أحمد الجميري، وفهد الكبيسي، وعبد الله بوشيخة.

## سيرته
- اسمه محمد بن قاسم (أو جاسم) بن محمد بن عبد الوهاب الفيحاني.
- عانى الشاعر في طفولته بسبب فقدان أمه ثم خالته، ثم انتقال والده من قطر إلى دارين.
- درس في المدرسة المباركية في الكويت المواد الدينية، لكنه كان منجذباً بصفة خاصة إلى الأدب والشعر.
- اشتهر بقصائده في الحب العذري العفيف.[3][4]

## قصائده
أشهر قصائده هي قصيدة «شبعنا من عناهم وارتوينا»، التي يقول في بعض أبياتها:

## وفاته
نُقل الفيحاني إلى في مستشفى الإرسالية الأمريكية بالمنامة بعد مرضه، وذكر شقيقه عبد الوهاب الفيحاني أنه توفي يوم الجمعة 17 يناير 1339م / 28 ذي الحجة 1357هـ، ودفن في مقبرة المنامة بالقضيبية.